# Jgheab
Un jgheab este o conductă sau un canal deschis la partea superioară, folosit, prin înclinare, la direcționarea curgerii unui lichid sau material mărunt (granule, pulberi). Poate fi confecționat din piatră, zidărie, lemn, metal, material plastic.
Exemple de jgheaburi: jgheaburi de aducție a apei la roata de moară, jgheab de alimentare a diferitelor utilaje din industria alimentară sau din industria maselor plastice, jgheaburi de alimentare cu apă, jgheaburi de acoperiș etc.

## Legături externe
- „Jgheab” la DEX online